# 長浦站 (千葉縣)
長浦站（日语：／ Nagaura eki */?）是位於千葉縣袖浦市藏波5號，東日本旅客鐵道（JR東日本）的內房線車站。

## 歷史
- 1947年（昭和22年）1月10日：車站啟用[1]。
- 1987年（昭和62年）
  - 2月：月台上蓋延長[2]。
  - 4月1日：伴隨國鐵分割民營化，車站由東日本旅客鐵道（JR東日本）營運[1]。
  - 9月：部分快速列車開始停站[3][4]（當初只有下行1班）。
- 2004年（平成4年）10月16日：隨著站前廣場工程完成，小湊鐵道巴士開始駛入站前廣場[5]。
- 2001年（平成13年）11月18日：此站可以使用IC卡「Suica」[広報 1]。
- 2004年（平成16年）10月16日：所有快速列車均停站[6]。
- 2014年（平成26年）
  - 2月22日：當日起綠色窗口結業[7]。南北自由通道開始使用[7]。
  - 2月23日：新車站大樓開始使用[7]。
  - 4月1日：成為業務委託車站[8]。

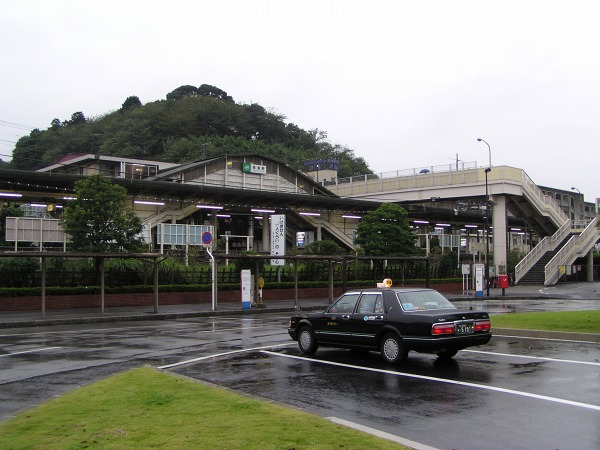
舊車站大樓南出口（2005年10月9日）
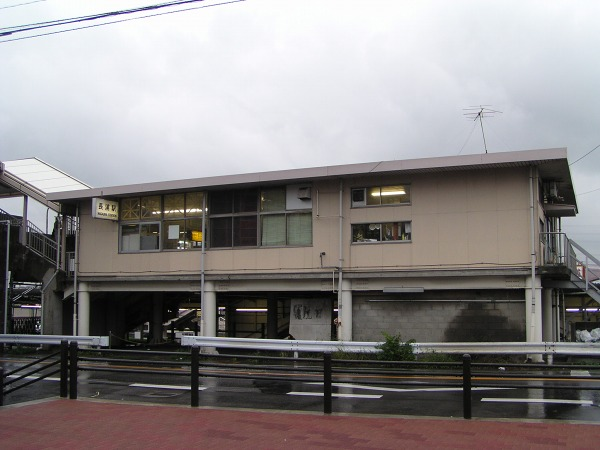
舊車站大樓北出口（2005年10月9日）

## 車站構造

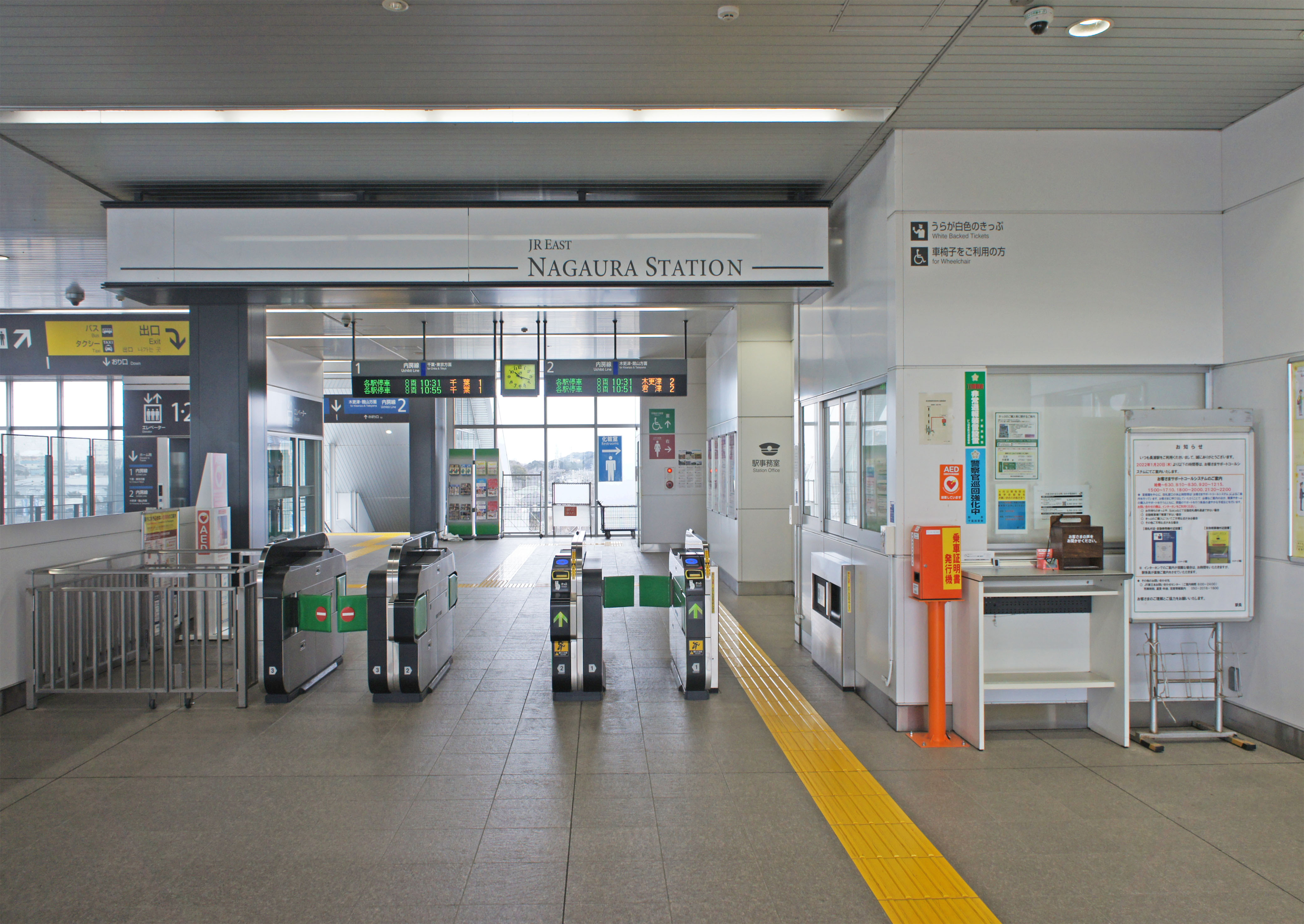
閘口（2022年1月）

此站是地面車站，設有1面2線的島式月台。車站設有跨站式站房。
此站是由木更津站管理的業務委託車站，委托了JR東日本車站服務負責車站業務。
車站大樓內設有自動售票機、自動閘機、自動補票機、升降機和電梯。在2018年1月13日起，從首班車至早上6時30分之間可進行遠端控制（設有對講機功能，連接五井站職員），當時沒有車站職員當值，同時只有部分自動售票機營業。

### 月台
| 月台 | 路線    | 上下行 | 方向             |
| ---- | ------- | ------ | ---------------- |
| 1    | ■內房線 | 上行   | 千葉、東京方向   |
| 2    | ■內房線 | 下行   | 木更津、館山方向 |

參考

## 使用狀況
在2019年（令和元年）度1日平均乘車人次為6,084人，以下為乘車人次變化列表：
| 乘車人次變化       | 乘車人次變化     | 乘車人次變化 |
| 年度               | 1日平均 乘車人次 | 參考資料     |
| ------------------ | ---------------- | ------------ |
| 1990年（平成02年） | 5,628            | [ * 1 ]      |
| 1991年（平成03年） | 6,051            | [ * 2 ]      |
| 1992年（平成04年） | 6,548            | [ * 3 ]      |
| 1993年（平成05年） | 6,879            | [ * 4 ]      |
| 1994年（平成06年） | 6,943            | [ * 5 ]      |
| 1995年（平成07年） | 6,881            | [ * 6 ]      |
| 1996年（平成08年） | 6,863            | [ * 7 ]      |
| 1997年（平成09年） | 6,690            | [ * 8 ]      |
| 1998年（平成10年） | 6,547            | [ * 9 ]      |
| 1999年（平成11年） | 6,543            | [ * 10 ]     |
| 2000年（平成12年） | 6,598            | [ * 11 ]     |
| 2001年（平成13年） | 6,677            | [ * 12 ]     |
| 2002年（平成14年） | 6,578            | [ * 13 ]     |
| 2003年（平成15年） | 6,526            | [ * 14 ]     |
| 2004年（平成16年） | 6,584            | [ * 15 ]     |
| 2005年（平成17年） | 6,726            | [ * 16 ]     |
| 2006年（平成18年） | 6,771            | [ * 17 ]     |
| 2007年（平成19年） | 6,835            | [ * 18 ]     |
| 2008年（平成20年） | 6,883            | [ * 19 ]     |
| 2009年（平成21年） | 6,613            | [ * 20 ]     |
| 2010年（平成22年） | 6,452            | [ * 21 ]     |
| 2011年（平成23年） | 6,363            | [ * 22 ]     |
| 2012年（平成24年） | 6,369            | [ * 23 ]     |
| 2013年（平成25年） | 6,301            | [ * 24 ]     |
| 2014年（平成26年） | 6,167            | [ * 25 ]     |
| 2015年（平成27年） | 6,164            | [ * 26 ]     |
| 2016年（平成28年） | 6,088            | [ * 27 ]     |
| 2017年（平成29年） | 6,036            | [ * 28 ]     |
| 2018年（平成30年） | 6,121            | [ * 29 ]     |
| 2019年（令和元年） | 6,084            |              |

## 車站周邊
於北邊和南邊兩處設有迴旋路，該處設有巴士、的士站和傷殘人士乘降場。在車站大樓直接連接單車停泊處。
周邊道路
- 國道16號
- 千葉縣道145號長浦上総線（日语：千葉県道145号長浦上総線）
- 千葉縣道287號袖浦姊崎停車場線（日语：千葉県道287号袖ケ浦姉ケ崎停車場線）

南出口

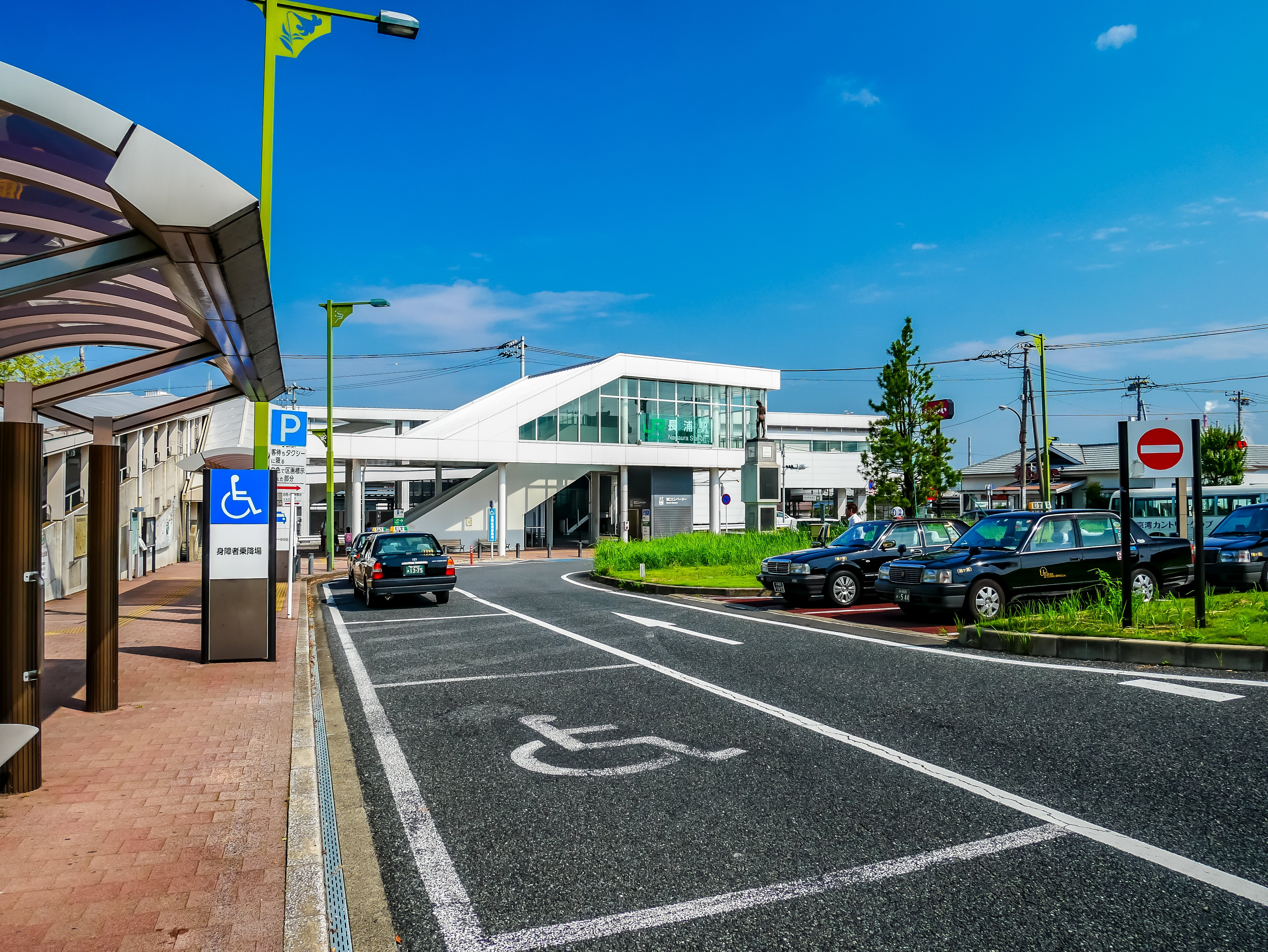
南口站前迴旋路（2018年8月11日）

車站附近設有商業和住宅，為袖浦市長浦站前（1-8丁目）地區。
- 木更津警署（日语：木更津警察署）長浦站前派出所
- 皐月台醫院
- 長浦郵局
- 袖浦藏波郵局
- 袖浦市立長浦中學
- 袖浦市立長浦小學
- 袖浦市立藏波小學（日语：袖ケ浦市立蔵波小学校）
- AEON長浦店 - 1987年（昭和62年）4月3日，Daiei（日语：ダイエー）開業た[11]。在2016年（平成28年）3月6日變為AEON長浦店[12]。
- 主婦之店（日语：主婦の店）長浦店
- 松本清長浦店
- Viva Home（日语：ビバホーム）長浦店
- 島村（日语：しまむら）長浦店

北出口

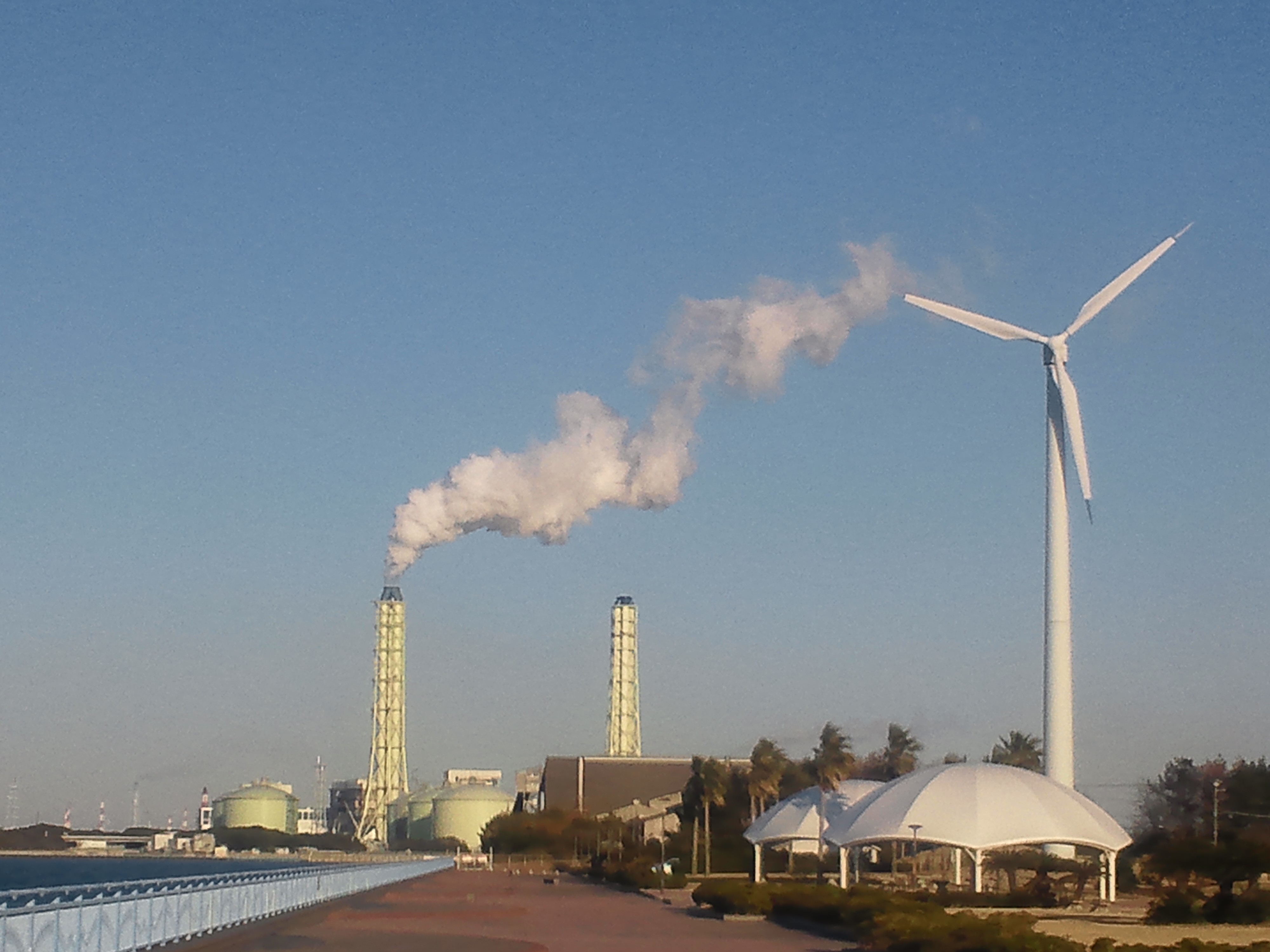
袖浦火力發電站

北出口設有國道16號，該處為東京灣的填海地，同時設有京葉工業地域。
- 千葉港袖浦地區
- 袖浦市消防本部（日语：袖ケ浦市消防本部）長浦消防署
- 袖浦市立臨海體育中心
- 京葉海上泊位（日语：京葉シーバース）總部
- 袖浦火力發電站（日语：袖ケ浦火力発電所）（步行約30分鐘）
- 富士石油（日语：富士石油）中袖基地
- 豐島屋便當（日语：としまや商事）長浦店

## 巴士路線

### 南出口
該處設有巴士總站，小湊鐵道和日東交通設有巴士路線駛入。
| 乘車場 | 途經                             | 目的地         |
| ------ | -------------------------------- | -------------- |
| 1號    | 藏波台、今井                     | 袖浦站北出口   |
| 1號    | 藏波台、今井、袖浦站南出口       | 袖浦巴士總站   |
| 1號    | 藏波台、今井、袖浦站南出口、高柳 | 木更津站西出口 |
| 1號    | 久保田、濱宿團地                 | 代宿團地       |
| 1號    | 久保田、濱宿團地                 | 椎之森工業團地 |
| 1號    | 代宿團地、別莊下                 | 姊崎站西出口   |
| 2號    | 槇之實特別支援學校前、希望野總站 | 希望野南       |

### 北出口
該設設有水橋高速巴士總站，由小湊鐵道、日東交通和[京濱急行巴士]]聯營。
| 乘車處 | 途經         | 目的地       |
| ------ | ------------ | ------------ |
|        | （高速巴士） | 品川站東出口 |

## 相鄰車站
東日本旅客鐵道（JR東日本）
■內房線
■通勤快速、■快速（經京葉線）、■快速（經總武線）、■普通（各站停車）
姊崎－長浦－袖浦

## 注腳

### 廣報資料、新聞發布等資料
1. ↑   (PDF). 東日本旅客鉄道.   [2020-04-30]. （原始内容 (PDF)存档于2019-07-27） （日语）.

### 使用狀況
1. ↑  千葉縣統計年鑑 （页面存档备份，存于）（日語） - 千葉縣
2. ↑  袖ケ浦市統計書 （页面存档备份，存于）（日語） - 袖浦市

JR東日本2000年度以後的乘車人次
1. ↑  各駅の乗車人員（2000年度） （页面存档备份，存于）（日語） - JR東日本
2. ↑  各駅の乗車人員（2001年度） （页面存档备份，存于）（日語） - JR東日本
3. ↑  各駅の乗車人員（2002年度） （页面存档备份，存于）（日語） - JR東日本
4. ↑  各駅の乗車人員（2003年度） （页面存档备份，存于）（日語） - JR東日本
5. ↑  各駅の乗車人員（2004年度） （页面存档备份，存于）（日語） - JR東日本
6. ↑  各駅の乗車人員（2005年度） （页面存档备份，存于）（日語） - JR東日本
7. ↑  各駅の乗車人員（2006年度） （页面存档备份，存于）（日語） - JR東日本
8. ↑  各駅の乗車人員（2007年度） （页面存档备份，存于）（日語） - JR東日本
9. ↑  各駅の乗車人員（2008年度） （页面存档备份，存于）（日語） - JR東日本
10. ↑  各駅の乗車人員（2009年度） （页面存档备份，存于）（日語） - JR東日本
11. ↑  各駅の乗車人員（2010年度） （页面存档备份，存于）（日語） - JR東日本
12. ↑  各駅の乗車人員（2011年度） （页面存档备份，存于）（日語） - JR東日本
13. ↑  各駅の乗車人員（2012年度） （页面存档备份，存于）（日語） - JR東日本
14. ↑  各駅の乗車人員（2013年度） （页面存档备份，存于）（日語） - JR東日本
15. ↑  各駅の乗車人員（2014年度） （页面存档备份，存于）（日語） - JR東日本
16. ↑  各駅の乗車人員（2015年度） （页面存档备份，存于）（日語） - JR東日本
17. ↑  各駅の乗車人員（2016年度） （页面存档备份，存于）（日語） - JR東日本
18. ↑  各駅の乗車人員（2017年度） （页面存档备份，存于）（日語） - JR東日本
19. ↑  各駅の乗車人員（2018年度） （页面存档备份，存于）（日語） - JR東日本
20. ↑  各駅の乗車人員（2019年度） （页面存档备份，存于）（日語） - JR東日本

千葉縣統計年鑑
1. ↑  千葉縣統計年鑑（平成3年） （页面存档备份，存于）（日語）
2. ↑  千葉縣統計年鑑（平成4年） （页面存档备份，存于）（日語）
3. ↑  千葉縣統計年鑑（平成5年） （页面存档备份，存于）（日語）
4. ↑  千葉縣統計年鑑（平成6年） （页面存档备份，存于）（日語）
5. ↑  千葉縣統計年鑑（平成7年） （页面存档备份，存于）（日語）
6. ↑  千葉縣統計年鑑（平成8年） （页面存档备份，存于）（日語）
7. ↑  千葉縣統計年鑑（平成9年） （页面存档备份，存于）（日語）
8. ↑  千葉縣統計年鑑（平成10年） （页面存档备份，存于）（日語）
9. ↑  千葉縣統計年鑑（平成11年） （页面存档备份，存于）（日語）
10. ↑  千葉縣統計年鑑（平成12年） （页面存档备份，存于）（日語）
11. ↑  千葉縣統計年鑑（平成13年） （页面存档备份，存于）（日語）
12. ↑  千葉縣統計年鑑（平成14年） （页面存档备份，存于）（日語）
13. ↑  千葉縣統計年鑑（平成15年） （页面存档备份，存于）（日語）
14. ↑  千葉縣統計年鑑（平成16年） （页面存档备份，存于）（日語）
15. ↑  千葉縣統計年鑑（平成17年） （页面存档备份，存于）（日語）
16. ↑  千葉縣統計年鑑（平成18年） （页面存档备份，存于）（日語）
17. ↑  千葉縣統計年鑑（平成19年） （页面存档备份，存于）（日語）
18. ↑  千葉縣統計年鑑（平成20年） （页面存档备份，存于）（日語）
19. ↑  千葉縣統計年鑑（平成21年） （页面存档备份，存于）（日語）
20. ↑  千葉縣統計年鑑（平成22年） （页面存档备份，存于）（日語）
21. ↑  千葉縣統計年鑑（平成23年） （页面存档备份，存于）（日語）
22. ↑  千葉縣統計年鑑（平成24年） （页面存档备份，存于）（日語）
23. ↑  千葉縣統計年鑑（平成25年） （页面存档备份，存于）（日語）
24. ↑  千葉縣統計年鑑（平成26年） （页面存档备份，存于）（日語）
25. ↑  千葉縣統計年鑑（平成27年） （页面存档备份，存于）（日語）
26. ↑  千葉縣統計年鑑（平成28年） （页面存档备份，存于）（日語）
27. ↑  千葉縣統計年鑑（平成29年） （页面存档备份，存于）（日語）
28. ↑  千葉縣統計年鑑（平成30年） （页面存档备份，存于）（日語）
29. ↑  千葉縣統計年鑑（令和元年） （页面存档备份，存于）（日語）

## 外部連結
- 車站資訊（長浦）：東日本旅客鐵道（日語）